# Аквавива Колекроче
Аквавива Колекроче (итал. Acquaviva Collecroce) или Живавода Круч (свм. Живавода Круч / Živavoda Kruč) је насеље у Италији у округу Кампобасо, региону Молизе. Средиште је Молишких Словена и највеће насеље где се говори славомолишким говором.
Према процени из 2011. у насељу је живело 594 становника. Насеље се налази на надморској висини од 442 м.

## Становништво
Према резултатима пописа становништва 2011. у општини је живело 674 становника.
| 1936. | 1951. | 1961. | 1971. | 1981. | 1991. | 2001. | 2011. |
| ----- | ----- | ----- | ----- | ----- | ----- | ----- | ----- |
| 2.172 | 2.250 | 1.808 | 1.157 | 1.017 | 883   | 800   | 674   |